# Bortüsorhoka
Le bortüsorhoka est le parcours journalier des troupeaux pyrénéens vers la haute montagne (au Pays basque). Il s’implique dans le mode d’élevage atandes. 
C’est aujourd’hui une pratique qui tend à disparaître. Elle subsiste à Larrau (Pyrénées-Atlantiques) grâce à quelques éleveurs. Ce savoir-faire agropastoral unique et en voie de disparition est à ce titre inscrit dans l’Inventaire du patrimoine culturel immatériel en France. 

## Historique
Bortüsorhoka est étroitement lié à l’histoire de l’agropastoralisme pyrénéen dès le XVe siècle. Des archives font état de cette pratique pastorale, mais la nature en garde également les traces (sentiers marqués, arbres marqueurs de paysage, haies…). La pratique s’applique surtout aux élevages bovins, ovins et caprins. 
L’origine de cette pratique réside dans le fait que les bêtes allaient paître dans les montagnes (au cayolar) et revenait le soir à la ferme (atanda) pour fertiliser les parcelles de leurs déjections. Ainsi, il y avait un transfert de fertilité du haut vers le bas. Les productions seront alors de meilleures qualités et en plus grande quantité. La culture commence seulement après la fumure de la terre, c’est pour cela que le pratique du bortüsorhoka commence à la fin de l’hiver et s’étale au printemps.

## La pratique dubortüsorhoka
À la fin de l’hiver, les troupeaux sont conduits sur des parcours dans la montagne. L’altitude augmente au fil du temps, alors que la météo s’améliore, pour terminer sur les parcours de transhumance. 
Les bêtes sont libres et autonomes. Elles-mêmes sentent quand il faut monter plus haut et enfin dans les estives pour les mois d’été, sans redescendre. Les meneuses de troupeau, qui connaissent les parcours, introduisent les plus jeunes. De ce fait, le renouvellement des troupeaux est très important. 
Seuls les troupeaux des atandes sont autorisés à faire bortüsorhoka. Les éleveurs de la vallée ont eux des dates précises de montée et descente d'estives.